# 스키장

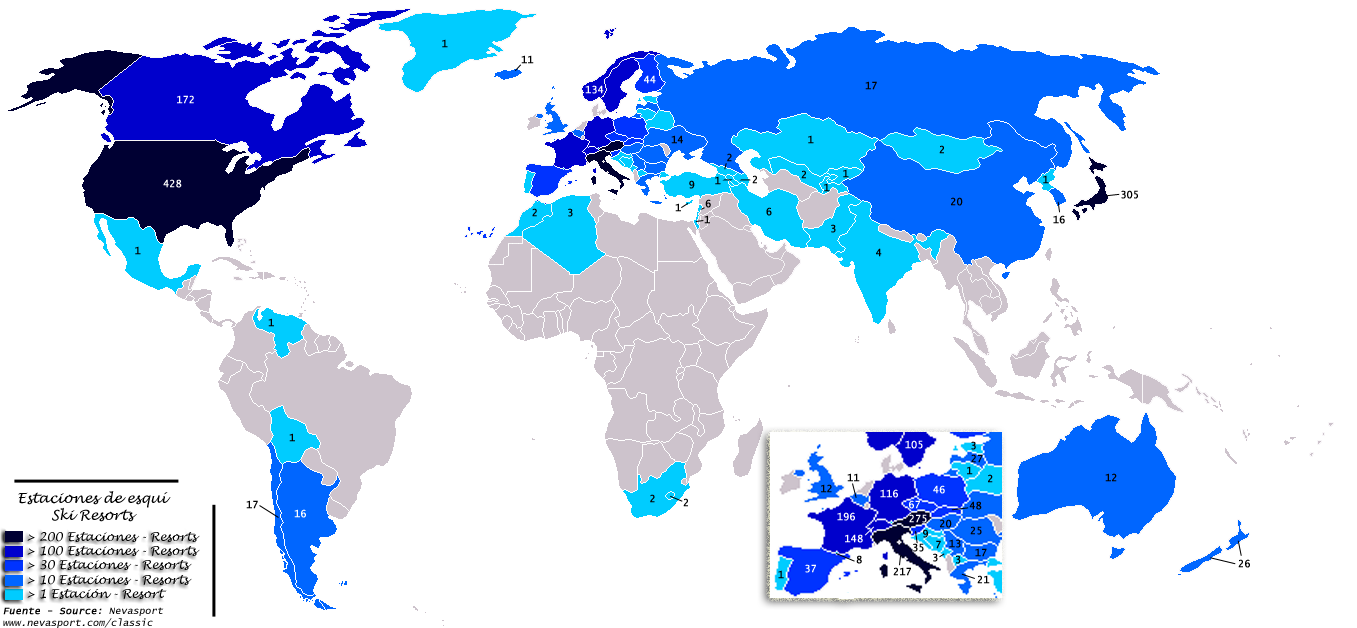
나라별 스키장

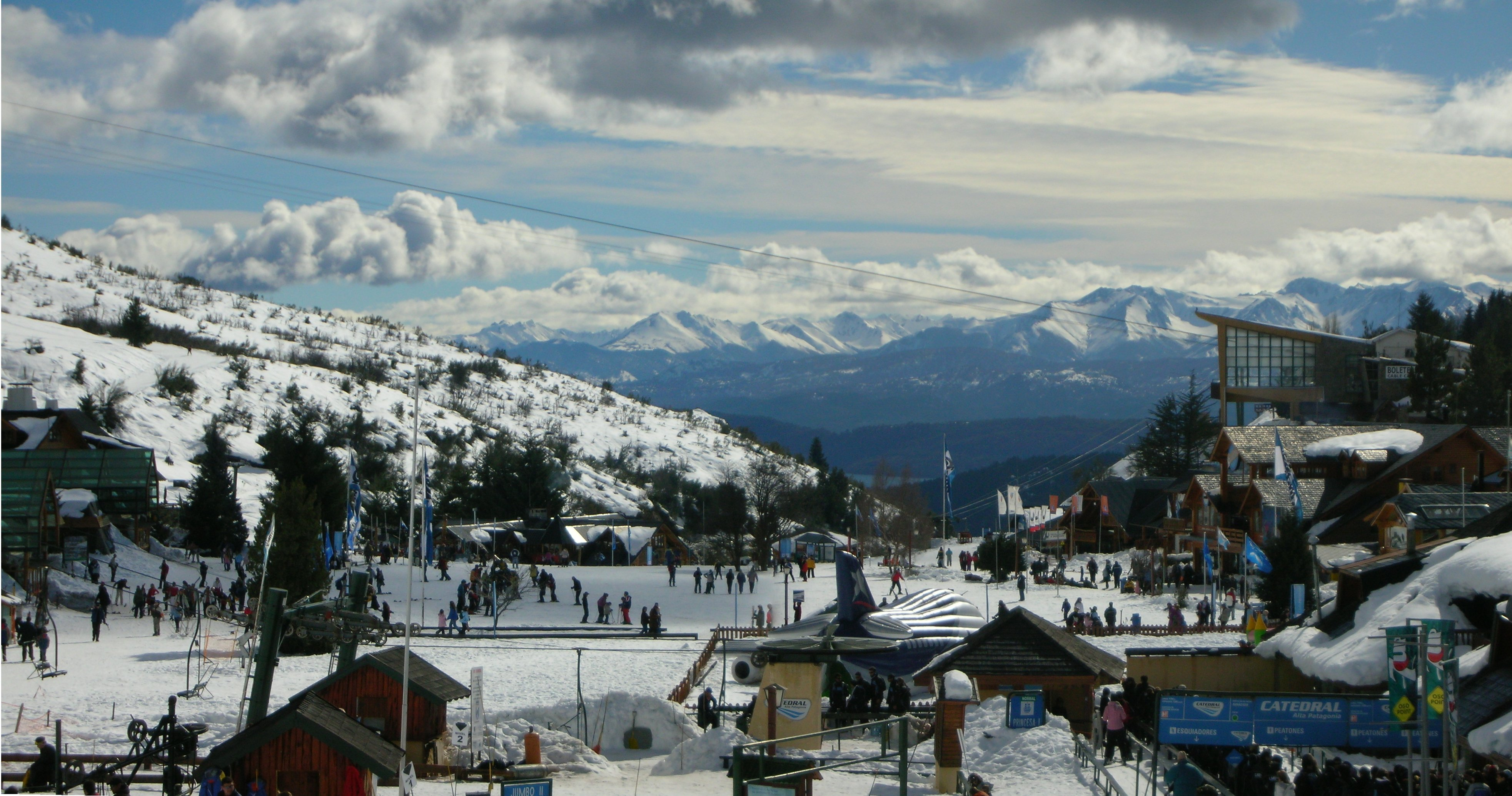
스키장 산카를로스데바릴로체 (아르헨티나)

스키장(ski resort)은 스키나 스노보드 등을 탈 수 있도록 슬로프 리프트 등 시설을 갖춘 곳이다. 사고를 방지하기 위해 대부분의 스키장에는 '직활강 금지'라는 경고문을 붙인다.

## 리프트

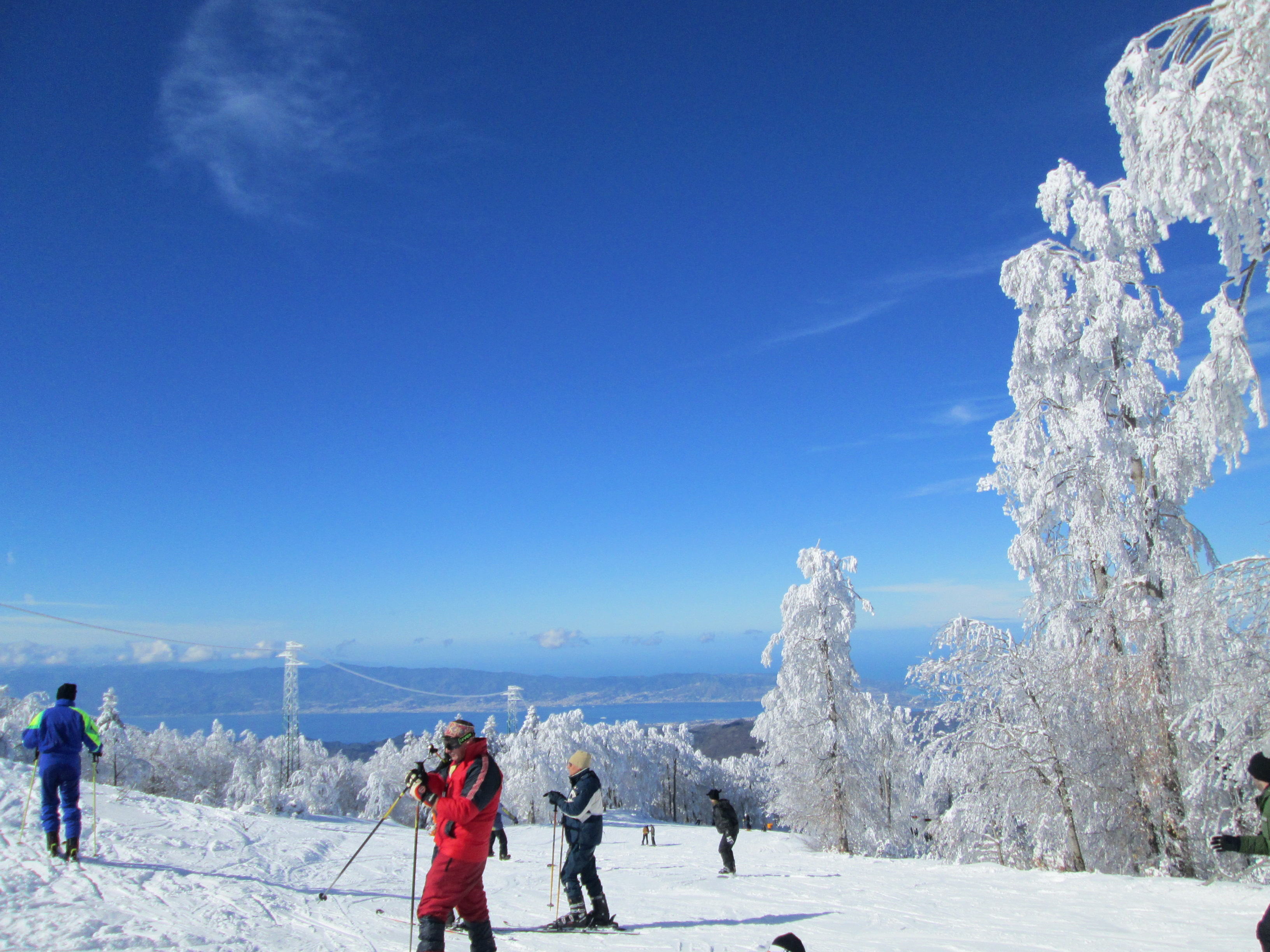
메시나 해협에 Gambarie 스키 리조트

리프트는 스키를 타기 위해 슬로프의 꼭대기로 올라갈 때 필요한 시설이다. 리프트를 탈 때는 자기 실력에 맞는 슬로프의 리프트를 이용해야 한다. 슬로프는 초심자, 초급자, 중급자, 상급자, 최상급 등이 있으며 최상급으로 올라갈수록 경사도가 높다.

## 나라별 스키장

### 대한민국
동고서저의 지형으로 인해 스키장은 대부분 강원도 지역에 밀집해 있으며, 호남 지방 (전라도)이나 영남 지방 (경상도)에는 거의 없다. 서울 시민의 수요를 위하여 경기도에 스키장을 열기도 한다. 보통 11월이나 12월에 개장해서 이듬해 3월이나 4월에 폐장한다.

### 조선민주주의인민공화국
- 마식령스키장 (강원도 원산시)

### 일본
일본의 경우 스키장은 나가노현, 니가타현, 아오모리현 등 주부 산간 지방과 도호쿠 지방, 홋카이도에 많다. 반면 오사카 이서로는 스키장이 잘 없다. 개장 시기는 지역마다 다르나, 9월~12월에 개장하고 폐장은 2월~5월에 한다.

### 미국
미국의 스키장은 주로 콜로라도주, 몬태나주, 와이오밍주, 네바다주, 아이다호주, 유타주 등 서부의 로키 산맥 근처에 밀집해 있다. 중부의 경우에는 노스다코타주에, 동부의 경우에는 버몬트주, 뉴햄프셔주, 메인주에 대부분의 스키장이 밀집해 있다. 남부에는 거의 없다. 미국은 땅이 넓기 때문에 지역마다 스키장 개장 시기와 폐장 시기는 다르다.

### 중국
중국의 스키장은 주로 칭하이성, 간쑤성 등 서부 지역에 밀집해 있다.

### 유럽
유럽의 스키장은 주로 스위스, 오스트리아에 밀집해 있다.

### 아랍에미리트
눈이 내리지 않는 아랍에미리트의 두바이에는 몰 오브 디 에미리트라는 쇼핑몰 내에 스키 두바이라는 실내 스키장이 있다.